# Shiba Inuko-san
Shiba Inuko-san (しばいぬ子さん?) è un manga yonkoma realizzato da Uzu e pubblicato sulla rivista Manga Club Original della Takeshobo dal novembre 2010 al dicembre 2014. Dal 1º aprile al 23 settembre 2012 è stato trasmesso in Giappone un adattamento animato della serie, realizzato dagli studi Dax International e Hotline e trasmesso da Tokyo MX TV.

## Trama
Shiba Inuko si comporta come un'apparentemente normale studentessa delle scuole medie, ma la sua amica Chako continua a domandarsi se in realtà Shiba Inuko non sia un cane (cosa che tra l'altro appare piuttosto evidente agli spettatori). Tuttavia, pur di non rovinare la loro amicizia, Chako non osa esprimere i propri dubbi ad alta voce, né farne menzione con la diretta interessata.

## Personaggi

Shiba, Chako e Naho nella sigla d'apertura dell'anime

Shiba Inuko-san (しばいぬ子さん?)
Doppiata da: Sasaki Mikoi
Shiba Inuko-san sarebbe una normalissima studentessa delle scuole medie, di buon carattere e molto educata, se non fosse che il suo aspetto è quello di un cane. Tuttavia, nessuno sembra accorgersi della stranezza, e lei stessa si comporta in modo del tutto naturale, senza neppure trovare strano il fatto di avere una coda. È nata il 9 marzo.
Chako Ishibashi (石橋 茶子?)
Doppiata da: Suzuki Misaki
È una compagna di classe di Shiba Inuko-san, ed è l'unica nella scuola a trovare strano l'aspetto della compagna, con cui tuttavia ha un ottimo rapporto di amicizia. Proprio in virtù di questi due elementi, Chako non ha il coraggio di chiedere a Shiba se è un cane.
Naho (なほ?)
Doppiata da: Sugimoto Mikuru
Compagna di classe di Shiba e di Chako, Naho non ha alcuna perplessità relativamente all'aspetto di Shiba, ed anzi trova la sua coda molto carina.
Yuto (優人?)
Doppiato da: Marutsuka Kana
Fratello minore di Chako, è un bambino delle scuole elementari. Proprio come la sorella, Yuto si rende conto che Shiba ha l'aspetto di un cane.

## Media

### Manga
La serializzazione del manga yonkoma Shiba Inuko-san dell'autore Izu è iniziata sul numero di novembre 2010 e terminata in quella di dicembre 2014 della rivista Manga Club Original pubblicata dalla Takeshobo.

#### Volumi
| Nº | Data di prima pubblicazione | Data di prima pubblicazione | Data di prima pubblicazione |
| Nº | Giapponese                  | Giapponese                  |                             |
| -- | --------------------------- | --------------------------- | --------------------------- |
| 1  | 6 luglio 2012               | ISBN 978-4-812479254        |                             |
| 2  | 19 luglio 2012              | ISBN 978-4-812483541        |                             |
| 3  | 30 luglio 2014              | ISBN 978-4-812487495        |                             |
| 4  | 27 giugno 2016              | ISBN 978-4-80195379-6       |                             |

### Anime
L'adattamento animato della serie è stato trasmesso in Giappone dal 1º aprile al 23 settembre 2012. La serie è realizzata dallo studio Dax International/Hotline e trasmessa da Tokyo MX TV. Ogni episodio della serie dura circa due minuti. La sigla iniziale dell'anime è Shiba Inuko-san no Uta.

#### Episodi
| Nº | Giapponese 「Kanji」 - Rōmaji              | In onda           | In onda |
| Nº | Giapponese 「Kanji」 - Rōmaji              | Giapponese        |         |
| 1  | 「フツーの中学生?」 - Futsū no chūgakusei? | 1º aprile 2012    |         |
| 2  | 「気になるお年頃」 - Kini naruo nengoro    | 8 aprile 2012     |         |
| 3  | 「どうやるの?」 - Dōyaruno?                | 15 aprile 2012    |         |
| 4  | 「最終兵器」 - Saishūheiki                 | 22 aprile 2012    |         |
| 5  | 「未知との遭遇」 - Michi tono sōgū         | 29 aprile 2012    |         |
| 6  | 「弟よ…」 - Otōto yo...                    | 6 maggio 2012     |         |
| 7  | 「名探偵いぬ子」 - Meitantei inu ko        | 13 maggio 2012    |         |
| 8  | 「ほっとけない」 - Hottokenai              | 20 maggio 2012    |         |
| 9  | 「リアリズム」 - Riarizumu                 | 27 maggio 2012    |         |
| 10 | 「夕暮れの後悔」 - Yūgure no kōkai         | 3 giugno 2012     |         |
| 11 | 「お掃除し隊」 - O sōji shi tai            | 10 giugno 2012    |         |
| 12 | 「ぬかよろこび」 - Nukayorokobi            | 17 giugno 2012    |         |
| 13 | 「あふれる想い」 - Afureru omoi            | 24 giugno 2012    |         |
| 14 | 「女神誕生」 - Megami tanjō                | 1º luglio 2012    |         |
| 15 | 「メッセージ」 - Messeji                   | 8 luglio 2012     |         |
| 16 | 「種類いろいろ」 - Shurui iroiro           | 15 luglio 2012    |         |
| 17 | 「わるぐち」 - Waruguchi                   | 22 luglio 2012    |         |
| 18 | 「思いつき」 - Omoitsuki                   | 29 luglio 2012    |         |
| 19 | 「自由な研究」 - Jiyuu na kenkyuu          | 5 agosto 2012     |         |
| 20 | 「海岸物語」 - Kaigan monogatari           | 12 agosto 2012    |         |
| 21 | 「怪」 - Kai                               | 19 agosto 2012    |         |
| 22 | 「美術のじかん」 - Bijutsu no jikan        | 26 agosto 2012    |         |
| 23 | 「妄想少女」 - Mousou shoujo               | 2 settembre 2012  |         |
| 24 | 「アニマケーション」 - ANIMAKEESHON        | 9 settembre 2012  |         |
| 25 | 「なんぞ」 - nanzo                         | 16 settembre 2012 |         |
| 26 | 「ともだち」 - Tomodachi                   | 23 settembre 2012 |         |